# Даріо Родрігес
Октавіо Даріо Родрігес Пенья (ісп. Octavio Darío Rodríguez Peña, нар. 17 вересня 1974, Монтевідео, Уругвай) — уругвайський футболіст, що грав на позиції захисника. Виступав за національну збірну Уругваю.
Дворазовий володар Кубка Інтертото.

## Клубна кар'єра
У дорослому футболі дебютував 1994 року виступами за команду клубу «Суд Америка», в якій провів один сезон, взявши участь у 23 матчах чемпіонату.
Згодом з 1995 по 2008 рік грав у складі команд клубів «Толука», «Белья Віста», «Пеньяроль» та «Шальке 04». Протягом цих років двічі виборював титул володаря Кубка Інтертото.
2008 року повернувся до клубу «Пеньяроль», за який відіграв сім сезонів. Більшість часу, проведеного у складі «Пеньяроля», був основним гравцем захисту команди. Завершив професійну кар'єру футболіста виступами за команду цього клубу 2015 року.

## Виступи за збірну
2000 року дебютував в офіційних матчах у складі національної збірної Уругваю. Протягом кар'єри у національній команді, яка тривала вісім років, провів у формі головної команди країни 51 матч, забивши чотири голи.
У складі збірної був учасником чемпіонату світу 2002 року в Японії та Південній Кореї, розіграшу Кубка Америки 2004 року в Перу, на якому команда здобула бронзові нагороди, розіграшу Кубка Америки 2007 року у Венесуелі.

## Досягнення
- Володар Кубка Інтертото (2):

«Шальке 04»: 2003, 2004
- Володар Кубок ліги (1):

«Шальке 04»: 2005
Збірні
- Бронзовий призер Кубка Америки: 2004